# Астафьево (Можайский район)
Астафьево — деревня в Можайском районе Московской области в составе Порецкого сельского поселения. Численность постоянного населения по Всероссийской переписи 2010 года — 113 человек. До 2006 года Астафьево входило в состав Порецкого сельского округа.
Деревня расположена на северо-западе района, недалеко от границы со Смоленской областью, примерно в 45 км от Можайска, на левом берегу реки Песочня (левый приток Москва-реки), высота центра над уровнем моря 218 м. Ближайший населённый пункт — Махово на противоположном берегу реки.

## Известные уроженцы
- Руссков, Гавриил Гавриилович (1901—1970) — советский военачальник, полковник.